# Markus Jonsson
Markus Jonsson (Växjö, 9 maart 1981) is een voormalig voetballer uit Zweden die bij voorkeur als centrale verdediger speelde. Hij beëindigde zijn loopbaan in 2014 bij de Noorse club SK Brann Bergen.

## Interlandcarrière
Onder leiding van bondscoach Lars Lagerbäck debuteerde Jonsson voor het Zweeds voetbalelftal op 14 januari 2007 in de met 2-0 verloren oefenwedstrijd tegen Venezuela in Maracaibo, net als Oscar Wendt, Ola Toivonen, Daniel Mobaeck, Daniel Nannskog en Olof Guterstam. Hij viel na 80 minuten in voor Jeffrey Aubynn. Jonsson kwam uiteindelijk tot vier interlands voor zijn vaderland.

## Erelijst
AIK Solna
- Landskampioen

2009
- Beker van Zweden

2009